# 相澤侑我
相澤 侑我（あいざわ ゆうが、2002年12月2日 - ）は、日本の俳優。東京都出身。ワタナベエンターテインメントに所属していた。

## 略歴
- 2012年 - オフィスしゃぼん玉に所属し、芸能界デビュー。
- 2013年 - ワタナベエンターテインメントに移籍。
- 2013年4月 - NHK教育『大!天才てれびくん』にてれび戦士として1年間出演。
- 2016年10月31日 - 学業に専念するため、芸能界を引退[2]。
- 2021年12月 - 芸能界復帰を目指し、ホリプロネクストのオーディションに参加する。
- 2025年2月 - Lemino配信のオーディション番組「ミスタートロットジャパン」に出場し、マスター予選・本選一次ともに全体3位通過。TOP16に進出した。[3]

## 出演

### テレビドラマ
- コドモ警察（2012年4月17日 - 6月19日、TBS） - 野上浩二郎 役
  - コドモ警視 第4・10話（2013年2月12日・3月26日、TBS）
- 仮面ライダーウィザード 第2・3話（2012年9月9日・16日、テレビ朝日）
- イタズラなKiss〜Love in TOKYO（2013年3月29日 - 7月19日、フジテレビTWO） - 入江裕樹 役
  - イタズラなKiss2〜Love in TOKYO（2014年11月24日 - 2015年2月23日、フジテレビ）
- 軍師官兵衛（2014年、NHK総合） - 斎（小寺氏職の少年期） 役
- ここにある幸せ（2015年3月8日、NHK BSプレミアム）

### バラエティ
- 大!天才てれびくん（2013年4月 - 2014年3月、NHK Eテレ） - てれび戦士

### 映画
- コドモ警察（2013年3月20日、東宝） - 野上浩二郎 役
- 闇金ウシジマくん ザ・ファイナル（2016年10月22日、S・D・P） - 戌亥（少年期） 役

### オリジナルドラマ
- 12歳。（『ちゃお』2015年9・12月号付録） - 桧山一翔 役

### 舞台
- こどものおもちゃ（2015年8月20日 - 30日、博品館劇場） - 羽山秋人 役

### CM
- ピザハット
- 三井不動産レジデンシャル
- 猿田興業
- 太陽の里

### インターネットテレビ
- ゴーストバンド（2013年12月10日、ネスレシアター on YouTube） - 西岡家の息子 役

### オーディション番組
- ミスタートロットジャパン（2025年2月 - 5月）- 本選二次進出、TOP16